# Није теби до мене
Није теби до мене је једанаести албум Драгане Мирковић, издат је 1994. године.
Септембра 1994. је направила сензационалан дискографски трансфер напустивши дискографску кућу Зам и прешавши у ПГП-РТС, а трансфер је обележила потписивањем уговора пред телевизијским камерама у емисији Трећег канала РТС-а „Музичка кутија”. Када је албум издат, прва критика је била једногласна „Драгана је потписала пропаст своје каријере!”, музички критичари су овај албум прогласили најгорим у њеној каријери. Али, једно је била реч музичких критичара а друго реч публике, па је овај албум Драгану лансирао у саму орбиту наше музичке сцене. Промену музичког стила пратила је и промена имиџа, па се први пут на сцени појавила са природно равном косом. Поново је померила границе и снимила најскупљи спот, једини анимирани спот у српској музичкој продукцији, спот за песму „За мене си ти”, какав се могао видети само у Америци. Тигрић из спота (M.C. Tiger) постао је популаран и био је маскота на многобројним концертима. Група Beat Street пратила је Драгану на концертима као њена плесна група а фронтмен групе Хусеин Алијевић урадио је денс песму „Кажи ми”. У споту за песму „Опојни су зумбули”, поред Бебе из Beat Street-a, појавила се и Ксенија Пајчин, имале су симпатичну и аутентичну кореографију. Први и једини пут, појавио се и Александар Милић Мили као композитор феноменалне баладе „Нисам ни метар од тебе”. Промоцију овог албума пратила је велика турнеја и два мега успешна концерта у Сава центру, који су били спој класичног концерта са оркестром када је Драгана извела своје највеће хитове из претходних година и модерног концерта по светским стандардима са сценографијом, кореографијом, костимима и бубицом. Сваку песму је пратио спот, осим двеː „Нисам ни метар од тебе” и „Љубав је само за хероје”. Нема песме која се није издвојила као хит, па се овај албум може назвати Хит албумом. Био је планиран и излазак видео касете са 10 спотова, међутим, из техничких разлога се одустало од њеног објављивања.

## Списак песама
1. Није теби до мене 
(П. Здравковић - Љ. Јевремовић)
2. Црни лептир 
(А. Радуловић - М. Туцаковић)
3. Чаролија 
(П. Здравковић - Д. Брајовић)
4. Нисам ни метар од тебе 
(А. Милић - М. Туцаковић)
5. Варала бих, варала 
(П. Здравковић - Р. Пајић)
6. Љубав је само за хероје 
(А. Радуловић - М. Туцаковић)
7. Од кад сам се у тебе заљубила 
(А. Радуловић - М. Туцаковић)
8. За мене си ти 
(П. Здравковић - Д. Брајовић)
9. Туго мојих дана 
(А. Радуловић - М. Туцаковић)
10. Опојни су зумбули 
(А. Радуловић - М. Туцаковић)
11. Љубав се мени дешава 
(П. Здравковић - Љ. Јевремовић)
12. Кажи ми 
(Х. Алијевић)

Аранжманиː Александар Радуловић Фута, Перица Здравковић, Дејан Абадић